# Sil TV
Sil TV Band é uma emissora de televisão brasileira sediada em Gurupi, cidade do estado do Tocantins. Opera no canal 19 (28 UHF digital em implantação) e é afiliada à Rede Bandeirantes. Foi fundada em 2006 pelo empresário e político Silvério Maciel Filho. 

## História
A emissora desde o início de suas operações, firmou um contrato de afiliação com a RedeTV!. Para retransmitir o sinal da emissora e produzir telejornais locais. A partir daí, surgiram vários derivados. O carro-chefe de audiência que surgiu nesta época, e que permanece na grade é o SilTV Notícias. Telejornal produzido na faixa das 12h00.
Em 2015, após vários anos sendo afiliada da RedeTV!, assina um contrato com a Rede Bandeirantes que nesta época, enfrentava vários problemas judiciais em conjunto com a TV Girassol, que passou a ser uma retransmissora da Rede Mundial. Após a mudança de afiliação, o nome da emissora passou a ser Sil TV Band.
Em 2021, o sinal analógico foi desligado no dia 30 de novembro, passando transmitir apenas pelo canal digital.